# Ördög-orom

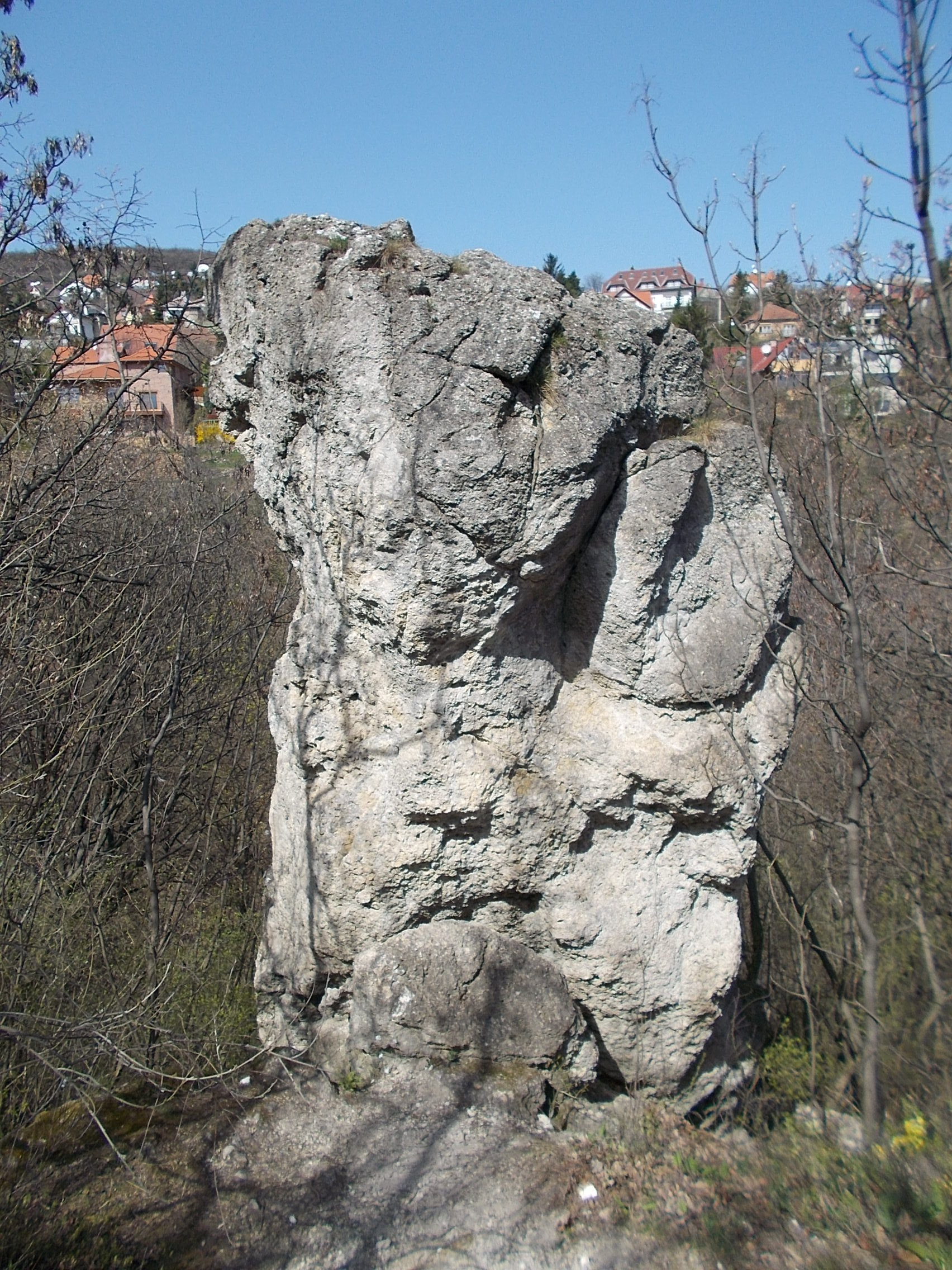
Az Ördög-szószék

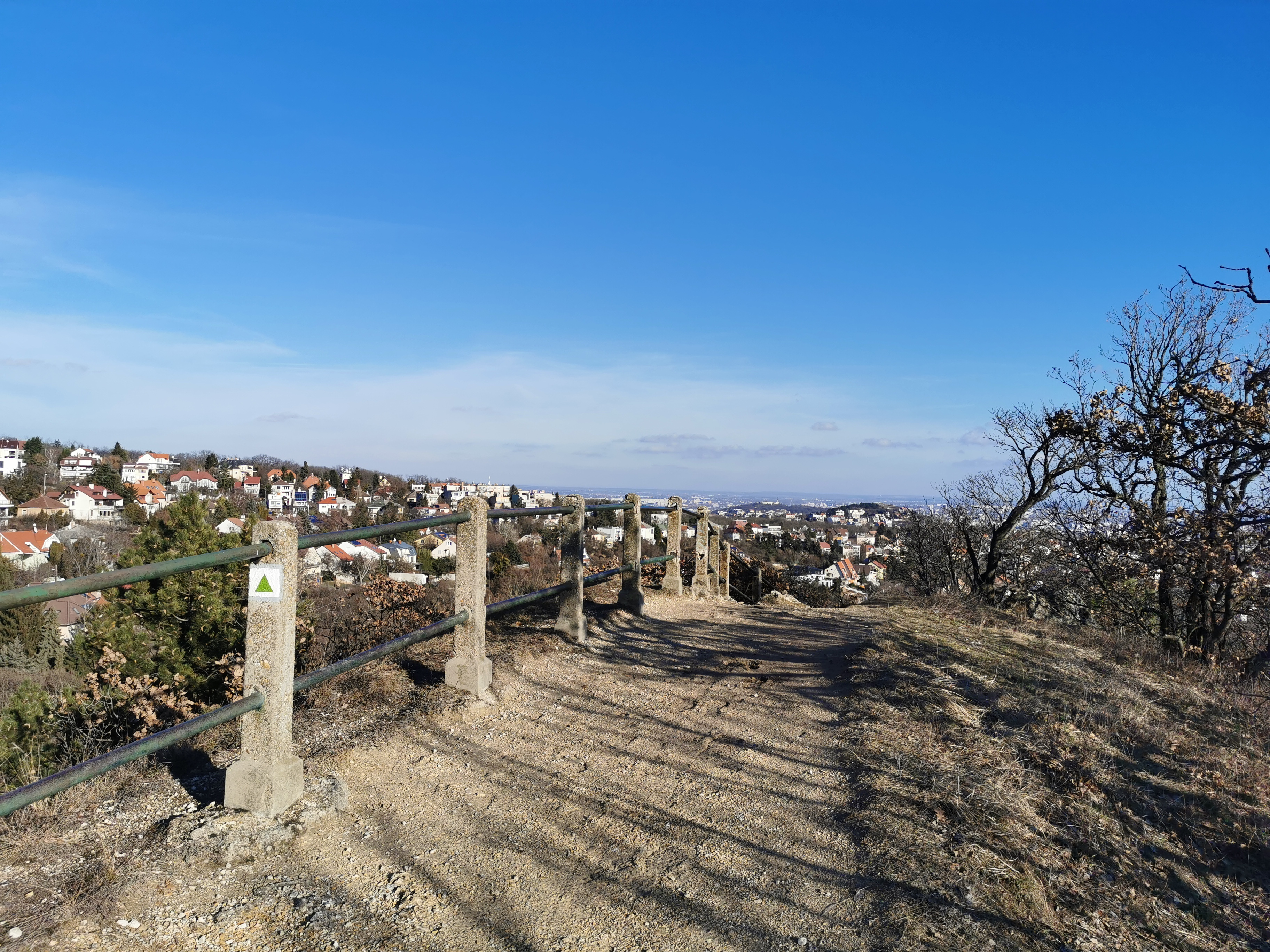
Farkas-völgy és mögötte Sasad az Ördög-orom tetejéről

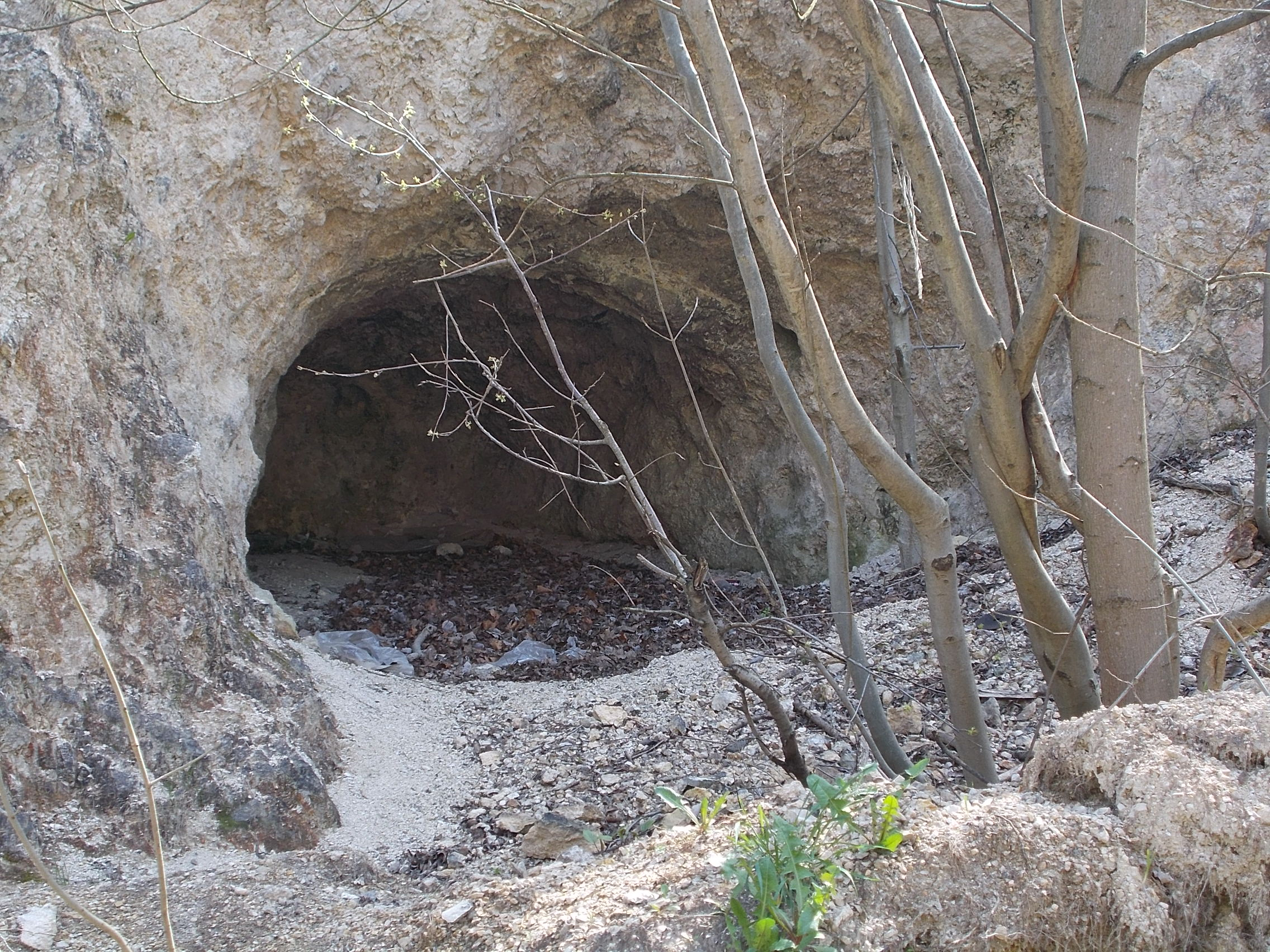
Kőfülke a völgy aljában haladó Edvi Illés út déli oldalán

Az Ördög-orom Budapest XII. kerületében, a Magasút városrészben található fontos természeti látványosság. Keskeny, sziklás, meredek oldalú dolomitrög a Farkas-völgy és az Irhás árok között. Magassága körülbelül 317 méter.

## Jellemzői
Kiváló panoráma nyílik innen a Széchenyi-hegyre, a Sas-hegyre és a Tétényi-fennsíkra. A Farkas-völgy feletti oldalán található az Ördög-szószék nevű szikla. Az orom belsejében feltehetőleg a második világháború során kialakítottak egy járatrendszert, amit ma már senki sem használ, bejáratait lezárták, hivatalosan nem látogatható. Elhagyott kőfejtőjét természetvédelmi területté nyilvánították és ma már számos turistaút keresztezi.